# Zábřeh na Moravě (nádraží)
Zábřeh na Moravě je železniční stanice ve městě Zábřeh na adrese U Nádraží 6, 789 01 Zábřeh. Nachází se na severozápadně od Olomouce v okrese Šumperk v Olomouckém kraji. Leží v km 41,345 železniční trati Česká Třebová – Přerov, ze které ve stanici odbočuje trať do Šumperka.

## Historie
Stanice byla zprovozněna spolu s celým úsekem Olomouc - Praha Severní státní dráhy průjezdem slavnostní soupravy 20. srpna 1845, výstavba probíhala od roku 1843. Lokomotivu řídil spoluautor plánů trati inženýr Jan Perner. Budovu postavil architekt A. D. Fleischmann v empírovém slohu. Společnost Severní státní dráha byla roku 1854 privatizována a trať převzala Rakouská společnost státní dráhy (StEG).
V roce 1871 byla otevřena trať ve směru na Šumperk společnosti Šumpersko-sobotínská dráha, ta byla roku 1872 převedena pod Moravskou pohraniční dráhu, která byla zestátněna v roce 1895. Roku 1909 byla StEG zestátněna a provozovatelem se staly Císařsko-královské státní dráhy (kkStB), po vzniku samostatného Československa přešla stanice pod Československé státní dráhy. Roku 1959 byl přes stanici zahájen pravidelný provoz vlaků elektrické trakce (soustava 3 kV DC).[zdroj?]
Generální rekonstrukce železniční stanice proběhla v rámci renovace úseku Česká Třebová - Olomouc v letech 2005–2006. Nádraží leží na Prvním železničním koridoru s maximální traťovou rychlostí 160 km/h.[zdroj?]

## Popis
Stanice Zábřeh na Moravě byla zařazena do kategorie III. třídy. Ležela v katastrálním území Ráječek a Skaličky. Architekt Anton Jüngling navrhl výpravní budovu v empírovém slohu, která byla spojovacím krčkem s čekárnami spojena se zděnou nástupištní dvoukolejnou halou. Naproti přes koleje umístil točnu a vodárnu s objekty remíz prodlouženou obytnými křídly. V blízkosti výpravní budovy stavitelé trati bratři Kleinové postavili skladiště, které mělo vlastní vlečku. V přednádraží naproti výpravně postavil rájecký podnikatel František Polívka zájezdní hostinec. Ve stanici byly postaveny ještě dřevěné kůlny a v přednádraží poštovní stáje. V roce 1927 bylo sneseno původní skladiště  a vybudováno nové na straně výpravny ve směru na Olomouc. Přestavbou přednádraží byla snesena budova hostince a na jejím místě je parkovací plocha a zastávky autobusů. Vzniklou proluku zaplňuje nová prosklená odbavovací hala se skleněnou hodinovou věží.

### Výpravní budova 1626/6
Výpravní budovu podle plánů Antona Jünglinga začala v roce 1843 stavět firma A. D. Fleischmanna a byla dokončena v roce 1845. Empírová zděná jednopatrová budova výpravny měla půdorys obdélníku a byla kryta valbovou střechou. V uliční straně vystupoval středový rizalit členěný čtyřmi toskánskými pilastry, na kterých byla posazena konzolová volutová římsa nízké atiky. Fasáda byla členěna pásovou rustikou a devíti okenními osami. Okna v přízemí byla obdélná ukončená půlkruhovým záklenkem, v patře okna obdélná. V budově byl vestibul a byly zde umístěny dopravní kanceláře, poštovní kancelář s bytem a v patře byly dva byty a garsonka. Z vestibulu cestující procházeli spojovacím traktem, ve kterém po stranách byly čekárny, do zděné nástupní haly. Chodba mezi čekárnami byla osvětlena světlíkem ve hřebeni střechy. Hala byla 74 m dlouhá a 11 m široká krytá sedlovou střechou. Ve štítových stranách byly vysoké vjezdové portály s obloukovým zakončením a v podélných stranách byly zděné pilíře spojené patnácti oblouky. Nástupištní hala byla snesena v roce 1871, kdy byla budována železnice do Sobotína. Podél výpravní budovy byla postavena podélná nástupištní veranda s pultovou střechou. Ve výpravně byla upravena kancelář pošty a byt na čekárny. Poštovní úřad byl přestěhován do Kleinova skladiště. V roce 1927 byla výpravna rozšířena o přízemní přístavby na obou stranách, ve kterých byla umístěna restaurace a čekárny 2. a 3. třídy. Také byla provedena přestavba vnitřku budovy. Autorem přestavby byl Josef Hockeborn, stavitelem byl Hynek Janů z Moravského Zábřehu. Při přestavbě došlo k potlačení původní architektury, byl zachován rizalit.
Při rekonstrukci prvního železničního koridoru došlo k přehodnocení chráněných budov zábřežského nádraží a budova hostince a pošty byla snesena. Na jejím místě vznikly plochy autobusových zastávek a parkoviště a v proluce byla postavena prosklená odbavovací hala s prosklenou hodinovou věží v nároží. Projekt rekonstrukce a adaptace budovy výpravny vypracoval architekt Miloslav Tempír.

### Vodárna, remízy a obytná křídla čp. 16276/4
Naproti výpravně Anton Jüngling umístil multifunkční stavbu. Patrový objekt obdélného půdorysu byl 54 m dlouhý a zastřešený valbovou střechou. Ve střední části byla umístěna vodárna se zásobníkem v patře a ohřívačem v přízemí. V přízemní přístavbě byla studna a čerpadlo. Voda byla přiváděna k vodním jeřábům, které byly umístěny před průčelím výpravny. Po stranách vodárny symetricky vystupovaly lokomotivní remízy v podobě rizalitu. Půlkruhově ukončené remízy, každá se dvěma stáními s půlkruhově ukončenými vjezdy, měly koleje kolmo ke kolejišti a vjíždělo se na ně z točny. K remízám byla přistavěna jednopatrová tříosá křídla. Vodárna byla na přelomu šedesátých a sedmdesátých let 19. století Společností státní dráhy nahrazena novou vodárnou a komplex budov byl adaptován na obytný dům, ten je památkově chráněn. Nová šestiboká patrová vodárna byla postavena v roce 1865 u olomouckého zhlaví. Voda byla čerpána z řeky Moravská Sázava a z vodárny bylo potrubím dopravováno ke čtyřem vodním jeřábům. V roce 1993 byla vodárenská věž snesena.

### Skladiště bratří Kleinů čp. 1628/2
V těsné blízkosti výpravní budovy postavili Kleinové velké skladiště, ke kterému vedly dvě vlečkové koleje. Skladiště bylo zděná budova s valbovou střechou, bylo v empírovém stylu shodně s výpravnou. Protože budova byla postavena ve svahu, jevila se z přednádraží jako patrová a od kolejí jako přízemní. V budově byly klenuté stropy a mimo skladových prostor také stáje pro dvanáct párů koní, nocležna a byt pro úředníka sobotínských železáren. Výstavbou železnice ze Zábřehu do Sobotína bylo skladiště adaptováno pro potřeby vzniklé dráhy a poštovního úřadu, který byl přemístěn z rekonstruované výpravny. Ve skladišti se nacházely sklady zboží, pošta, byty pro drážní zaměstnance, nocležna a sklad traťmistra. Při rekonstrukci prvního koridoru bylo Kleinovo skladiště adaptováno pro potřebu železnice a jeho vnější vzhled obnoven podle dobové dokumentace (obnova členění, kamenných prvků, okenní výplně). Úpravu přednádražního prostoru a Kleinova skladu vypracovala firma Moravia Consult Olomouc, hlavním inženýrem projektu byl Zdeněk Šudřich a ing. arch. Milan Obenaus.

### Zájezdní hostinec
Hostinec zájezdního typu byl postaven v přednádraží mezi výpravnou a skladem Kleinů v době výstavby nádraží. Sloužil formanům, kteří dopravovali zboží od železnice do Šumperka a železářské výrobky ze sobotínských železáren do Kleinova skladiště. Zájezdní hostinec tvořily dvě jednopatrové budovy postavené na půdorysu obdélníku, které spolu svíraly tupý úhel. Budova hostince se sedlovou eternitovou střechou byla přízemní, uprostřed byl vstup s pěti okenními osami ve štítovém průčelí, které bylo ukončeno hlavní obíhající římsou a pokračovalo trojúhelníkovým štítem se dvěma obdélnými okny. Fasády byly zdobeny pásovou rustikou, která se skládala z širších a užších pásů. Širší pásy byly děleny stejnými obdélníky a užší pásy byly děleny čtverci. Druhou budovou byla kolna, která měla sedlovou střechu a sedm okenních os a na štítové jednu.[ujasnit] V trojúhelném štítu bylo obdélné okno ukončené půlkruhovým záklenkem. V dvorním průčelí bylo v přízemí sedm vjezdů se segmentovým ukončením.
Budovy restaurace byly památkově chráněny až do roku 1988.